# Helikopter

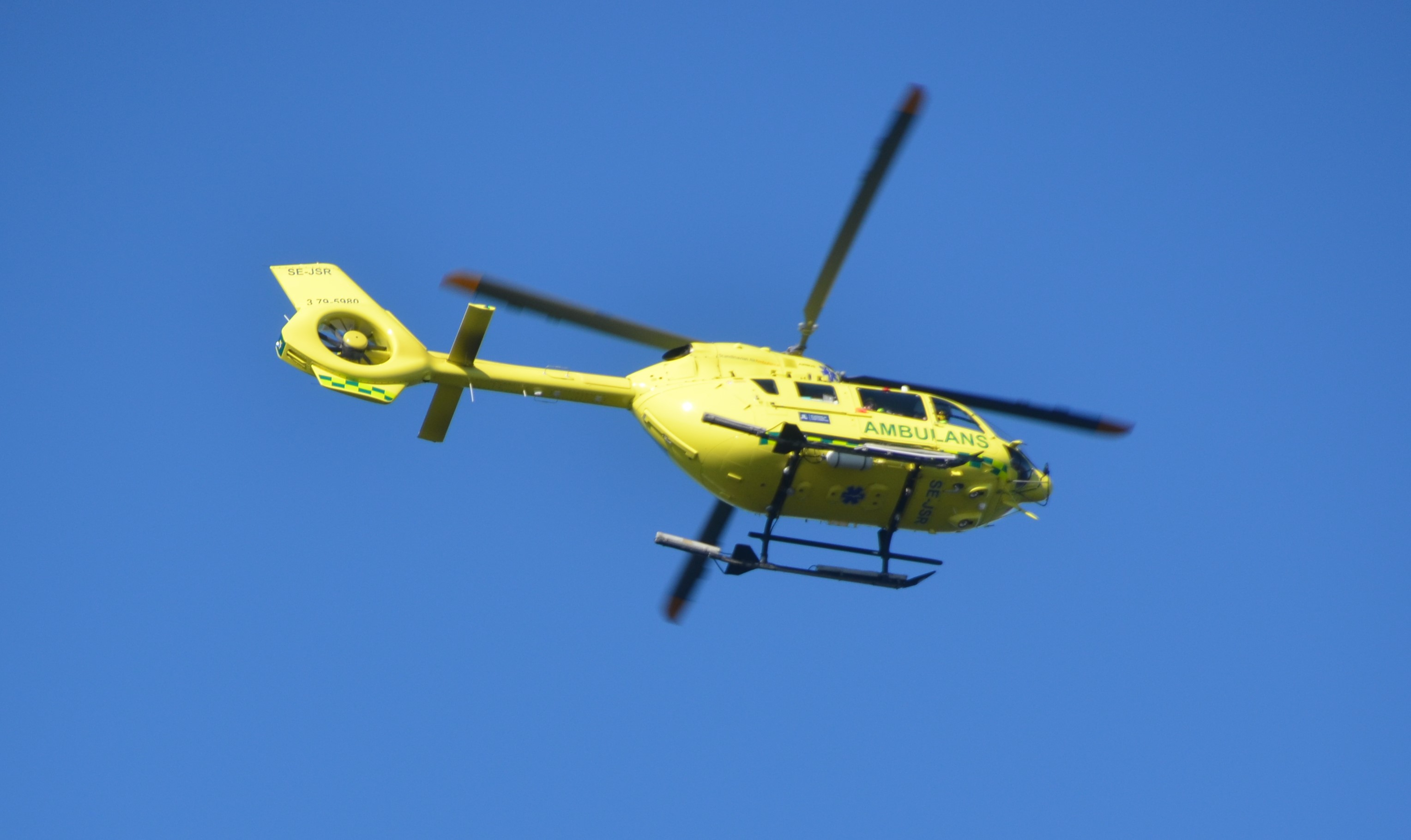
En svensk ambulanshelikopter av typ Airbus Helicopters H145 från Babcock Scandinavian Air Ambulance

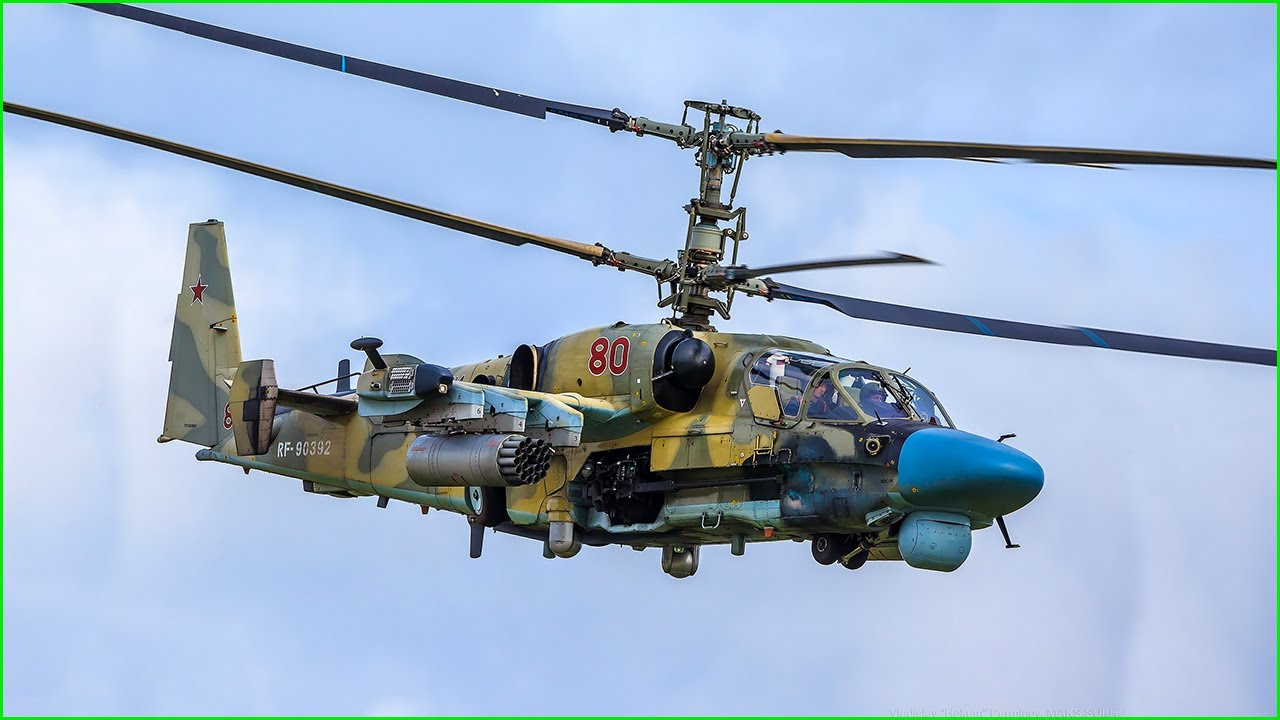
Kamov Ka-52-attackhelikopter.

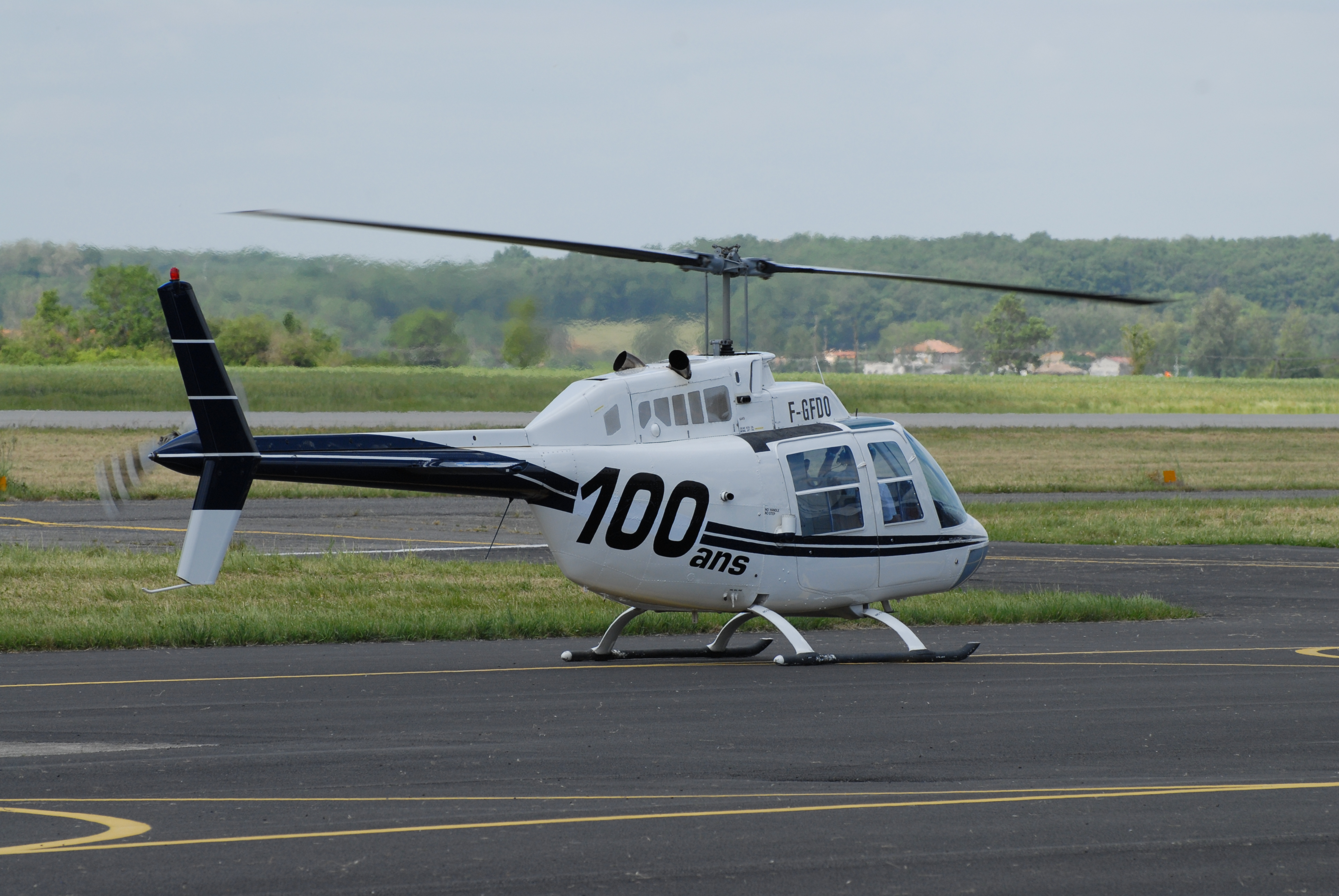
Bell 206 JetRanger

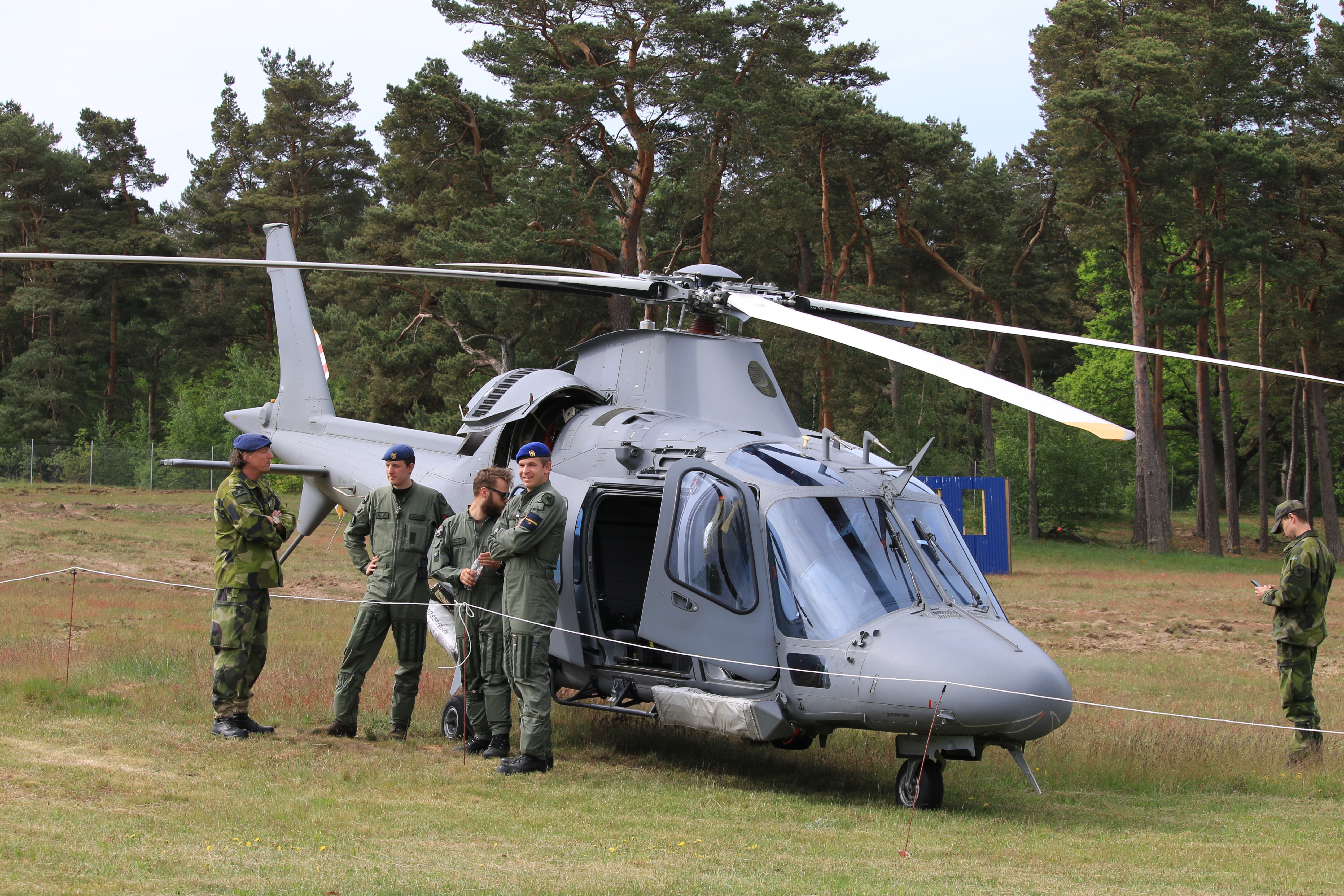
Helikopter 15

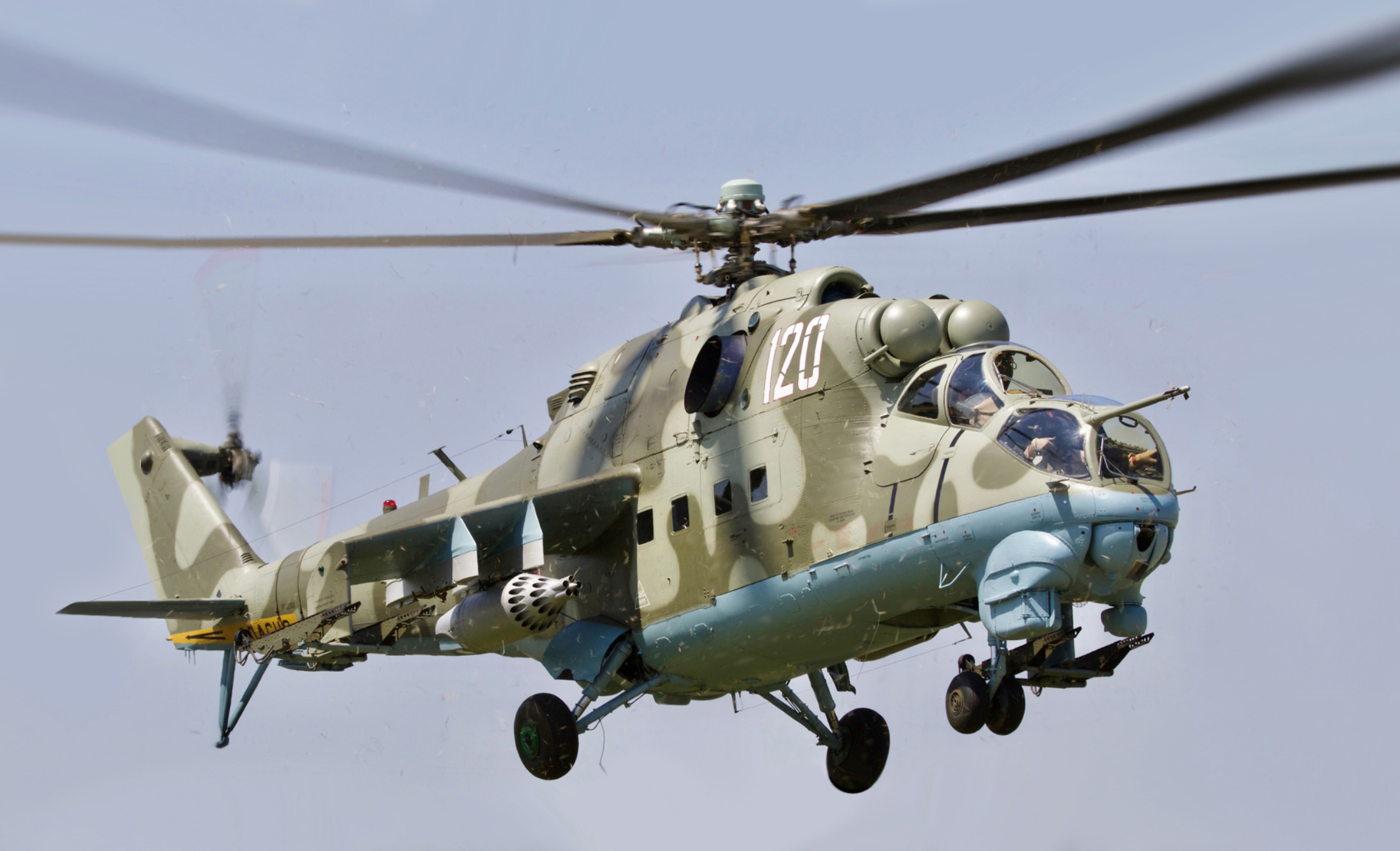
Mi-24

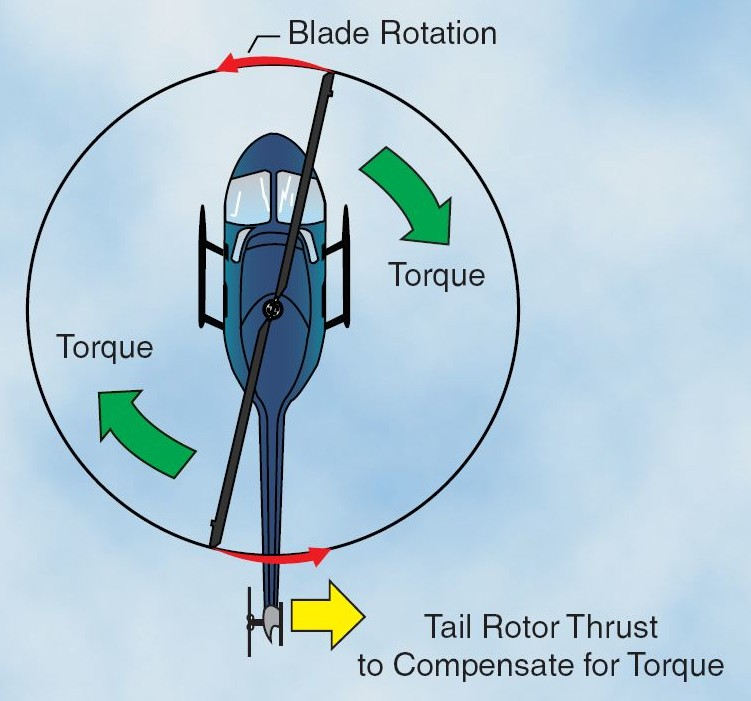
Huvudrotorns rotation skapar ett vridmoment som kompenseras med hjälp av stjärtrotorn.

En helikopter är en luftfarkost som flyger med hjälp av en eller flera horisontella motordrivna rotorer. En rotor kan liknas vid två eller flera roterande vingar och det är denna konstruktion som ger helikoptern dess mest unika flygegenskap: hovring, det vill säga förmågan att stå stilla i luften.
Ordet helikopter kommer från franskans hélicoptère, myntat av Gustave de Ponton d'Amecourt 1861, med samma betydelse av grekiskans helix, genitiv helikos, 'spiral' och pteron, 'vinge'.

## Historia

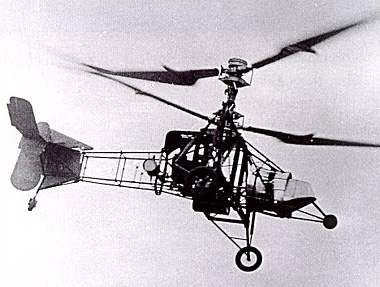
Gyroplane Laboratoire, världens första helikopter som kunde flygas kontrollerat.

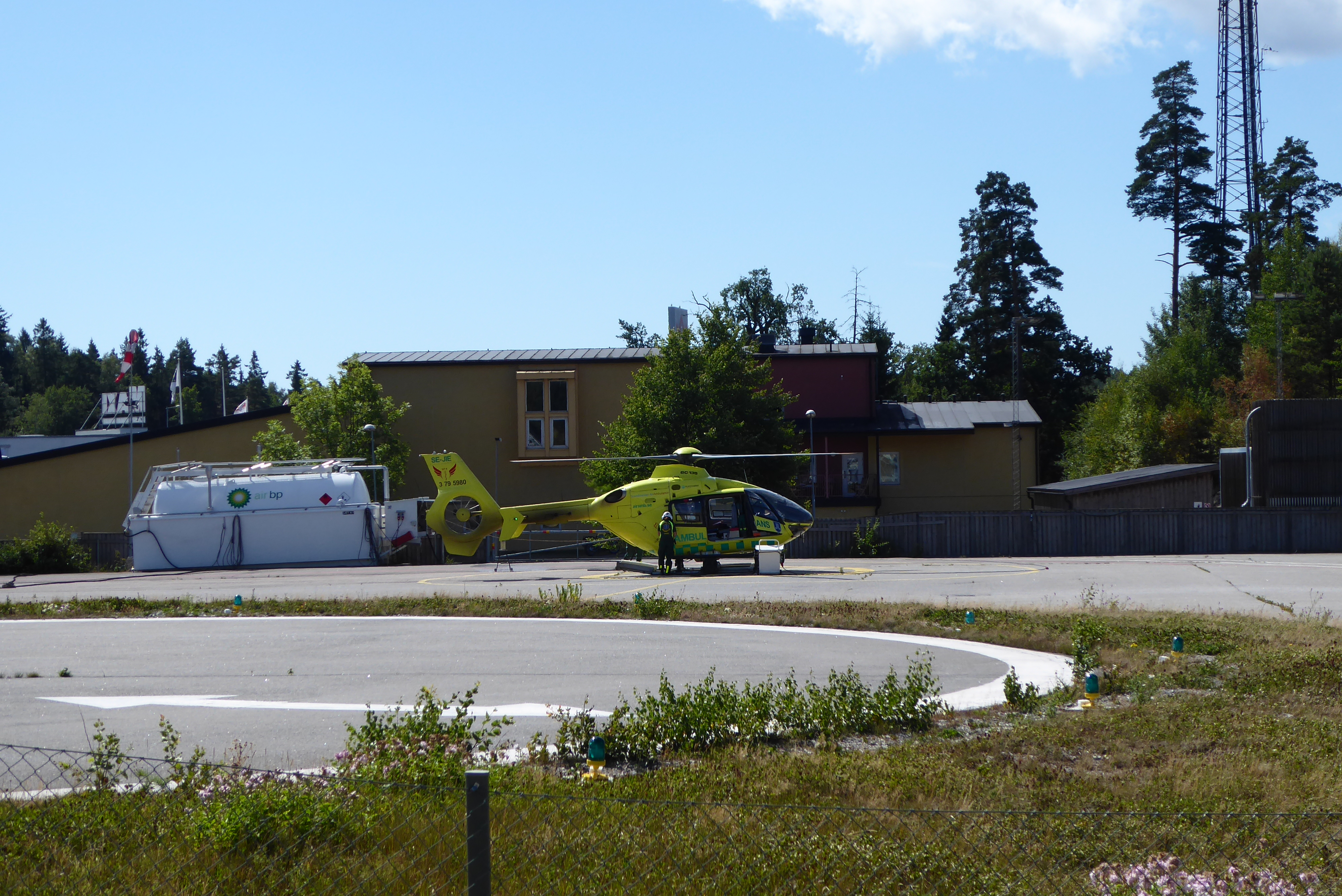
Ambulanshelikopter på Mölnvik heliport i Värmdö kommun.

Den tidigaste kända skildringen av ett föremål av leksaker med en roterande propeller som skapade lyftkraft dateras till 400-talet före Kristus och kom från Kina. Det var dock inte förrän med Leonardo da Vinci berömda skiss på en "luftskruv" från 1483 som ett koncept på en farkost för människor presenterades. Under 1700- och 1800-talen genomfördes experiment med motoriserade helikopterliknande modeller, men ingen större framgång nåddes. Det skulle dröja till 1900-talets början innan de första bemannade försöken kunde genomföras. Raúl Pateras Pescara gjorde betydande insatser för lösande av helikoperns problem.
Det råder inte full enighet om vilken som är världens första helikopter. Ser man till vilken som blev först med att flyga under kontrollerade former så är det Breguet-Dorand Gyroplane Laboratoire från 1935, medan Focke-Achgelis Fa 223 från 1941 blev den första helikoptern som var så tekniskt mogen att den kunde serieproduceras (20 exemplar). Redan 1939 hade den helikopter som byggde på vad som skulle bli den vanligaste konstruktionsprincip i världen, med en huvud- samt stjärtrotor, redan flugit. Helikoptern var en Sikorsky VS-300 och utvecklades av Igor Sikorsky. Denna helikopter utvecklades sedermera till R-4, världens första massproducerade helikopter från 1942 (131 exemplar). Fram till 1947 var alla helikoptrar kolvmotordrivna, men med Kaman K-225 demonstrerades världens första gasturbindrivna helikopter.
År 1946 kom den första helikoptern till Sverige, en Bell 47B som opererades av Ostermans.

## Konstruktion

### Generering av lyftkraft
En helikopter flyger på grund av den lyftkraft den genererar med sin(a) huvudrotor(er). Huvudrotorn består av ett antal rotorblad som kan liknas vid roterande vingar, till skillnad från ett flygplan som har fast(a) vinge/vingar. Lyftkraften förändras genom ändring av  anfallsvinkeln på rotorbladen gentemot luften.

### Motverka rotation
När huvudrotorn roterar skapas en motriktad kraft, som ifall den inte motverkades skulle få skrovet att rotera åt motsatt håll. Att motverka detta vridmoment och förhindra en okontrollerad rotation görs med hjälp av en av de två olika tekniska lösningar som finns:

#### Stjärtrotor
Stjärtrotor är den vanligast förekommande lösningen och används på helikoptrar med en huvudrotor. Stjärtrotorn är en mindre vertikal rotor baktill på helikoptern och används även till att styra helikoptern i girled (runt sin axel). Bortsett den traditionella stjärtrotorn med stjärtrotorblad så finns även: Fenestron (inkapslade blad) samt NOTAR (NO TAil Rotor, inbyggd fläkt som skapar en motriktad luftström). Fördelen med singelrotor är att den är en förhållandevis enkel mekanisk konstruktion (billig lösning). Till nackdelarna hör att stjärtrotorn som krävs tar kraft från motorn, vilket ger mindre kraft till huvudrotorn. Detta i sin tur leder till lägre lyftkraft, vilket är samma sak som att man kan lyfta mindre.
Exempel på helikoptrar med stjärtrotor är: Hughes 269 samt Agusta A109.

#### Motroterande huvudrotorer
Tandemrotor  har en av sina huvudrotorer monterade framtill på flygkroppen och den andra baktill. Fördelarna med tandemrotor (jämfört en helikopter med stjärtrotor) är att all den kraft motorerna genererar kan användas av huvudrotorn, detta skapar mer lyftkraft (kan ta mer last). Nackdelen blir att den blir mer teknisk komplicerad med två huvudrotorer (dyrare lösning). Tandemrotorsystemet används därför främst till tunga militära transporthelikoptrar (tunga i bemärkelsen hög totalvikt/nyttolast).
Exempel på tandemrotorhelikoptrar är: Piasecki H-21 samt Boeing Vertol 107
 Koaxialrotor  har sina ena huvudrotor monterad över den andra på samma axel. Fördelen med ett koaxialrotorsystem är att den genererar symmetrisk lyftkraft på huvudrotorn under framåtflygning, då rotorsystemet samtidigt har två framåtgående/bakåtgående rotorhalvor som upphäver den asymmetriska lyftkraften framåtfarten skapar. Detta minskar risken för att det bakåtgående bladet stallar vid höga farter, bladstall är den främsta orsaken till att begränsa vilken högsta framåtfart en helikopter kan ha. Nackdelen är att rotorsystemet är väldigt mekaniskt komplicerat. Huvuddelen av de koaxialrotorhelikoptrar som har tillverkats kommer från den ryska tillverkaren Kamov.
Exempel på koaxialrotorhelikoptrar är: Kamov Ka-50 samt experimenthelikoptern Sikorsky X2.
 Tvärgående rotor  har sina båda huvudrotorer monterade på vardera sida om flygkroppen. Tvärgående rotorkonfiguration återfinns på de första fungerade helikoptrarna, men har fått något av en renässans i och med tiltrotorflygplan.
Exempel på helikoptrar med tvärgående rotorsystem är: Focke-Wulf Fw 61 samt Bell/Boeing V-22 Osprey (hybrid helikopter/flygplan).
 Överlappande rotor  har (normalt) sina båda huvudrotorer monterade på vardera sida om flygkroppen och dess båda rotordiskar är något snedställda och överlappar varandra. Genom att rotordiskarna är mekaniskt synkroniserade så kan de inte slå i varandra samt vridmomentet upphävs då huvudrotorerna är motroterande. Konstruktionsprincipen är mindre vanligt förekommande, men till dess fördelar hör att helikoptern får en hög stabilitet samt stor lyftkapacitet.
Exempel på helikoptrar med överlappande rotorer är: Flettner Fl 282 samt Kaman HH-43 Huskie.

### Manövrering
För att styra en helikopter används:
Styrspak Kontrollerar helikoptern i längs- och sidled, manövreras med höger hand. Genom att föra spaken åt det håll man vill röra sig åt så ökar man anfallsvinkeln på det rotorblad som befinner sig 90° före den punkt där man vill att rotordisken skall höjas, detta på grund av den gyroskopiska precessionen (se enwp). Detta får hela rotordisken att luta sig åt det håll helikoptern skall röra sig. Exempel: Om man skall styra vänster, så är det den högra sidan av rotordisken som skall lyftas. På grund av att den gyroskopiska precessionen verkar 90° efter, så är det alltså anfallsvinkeln på det blad som befinner sig 90° före i rotationsriktningen som skall ökas (samt motstående blads anfallsvinkel minskas i motsvarande grad). I ett system som (sett ovanifrån) roterar moturs så är alltså det bakre bladet som skall få en ökad anfallsvinkel.
Stigspak Kontrollerar helikoptern i höjdled, manövreras med vänster hand. Genom att föra spaken upp/ner så förändrar man huvudrotorbladens anfallsvinkel lika mycket på alla blad. Förändrad anfallsvinkel ökar eller minskar lyftkraften vilket får helikoptern att stiga eller sjunka. En helikopter har ett konstant varvtal på huvudrotorn och när man ändrar anfallsvinkeln så ökar eller minskar "luftmotståndet". För att förhindra att rotorvarvet varierar på grund av varierat "luftmotstånd" så måste effektuttaget ur motorerna regleras. Numera så sker det med ett automatiskt reglersystem, men på äldre samt enklare moderna kolvmotorhelikoptrar så måste man manuellt "dra på/av" motorn med ett gasreglage på stigspaken.
Pedaler Kontrollerar helikoptern i girled, manövreras med fötterna. Genom att man trampar pedal åt det håll man vill rotera så ökas eller minskas anfallsvinkeln på stjärtrotorbladen (gäller singelrotorhelikopter, för andra rotorkonfigurationer används andra tekniska lösningar).

## Unika begrepp

### Hovring
En helikopter har en förmåga som väsentligt skiljer den från ett flygplan genom att den kan stå stilla i luften, hovra. Detta gör att helikoptern kan lösa många uppgifter som skulle vara svåra eller helt omöjliga att lösa med ett flygplan, som att landa på oljeplattformar eller hämta upp personal i oländig terräng. En helikopter kan dock inte hovra i alla situationer, allt beror på hur tung helikoptern är (last) samt hur mycket lyftkraft den kan generera. Helikoptern har en högre lyftkraft så länge den befinner sig nära marken och då är påverkad av markeffekten. Denna avtar med höjden och försvinner helt på en höjd som motsvarar någon rotordiameter. Vidare sjunker lyftkraften även med ökad höjd och/eller ökad lufttemperatur, då båda faktorerna minskar luftens densitet. Denna kan leda till något som ibland benämns som "Hot and high", där helikoptern startar utan problem men där kombinationer av stigande temperatur och landning på högre höjd kan göra att helikoptern har otillräcklig lyftkraft för en säker landning.

### Autorotation
I händelse av att ett flygplans motorer slutar fungera kan man glidflyga, händer samma sak en helikopter autoroterar man. Det första som händer en helikopter vid motorbortfall är att frihjulet mellan motorn (som slutat driva) och huvudrotorn (som roterar) mekaniskt frikopplar dem (jämför med när man slutar trampa en cykel, pedalerna står still medan hjulen snurrar). Detta måste göras, annars skulle motståndet i den stillastående motorn bromsa huvudrotorns rotation (varvtal).
Samtidigt måste piloten sänka stigspaken för att minska anfallsvinkeln på huvudrotorbladen, även detta för att behålla huvudrotorns varvtal. Nu autoroterar helikoptern ner mot marken och den förbiströmmande luften håller rotorvarvet uppe. Alldeles ovanför marken omvandlar piloten  rörelseenergin i rotorn till lyftkraft genom att höja stigspaken igen och får därigenom sjunkhastigheten att minska (samtidigt som rotorvarvtalet sjunker). Sjunkhastigheten minskas så lågt att man kan göra en säker sättning, ofta med lite framåtfart.

## Helikopterns begränsningar och fördelar

### Begränsningar
Helikoptern har två stora begränsningar jämfört med ett flygplan:
Hastighet. En helikopter kan enbart flyga i förhållandevis låg hastighet (några hundra km/h) och detta beror på dess rotorsystem. Problemet består i med vilken hastighet luften möter rotorbladen under framåtflygningen. Det framåtgående bladet "träffas" av luft som har en hastighet som är summan av helikopterns framåthastighet plus rotorbladets periferihastighet. Om totalhastigheten går in i det transsoniska området så påverkas aerodynamiken över bladen negativt och lyftkraften förändras drastiskt. Samtidigt får det bakåtgående bladet det omvända problemet, här blir istället hastigheten luften har över bladet så låg att det överstegrar och förlorar lyftkraft. Vilken maximal hastighet en helikopter kan ha beror bland annat på bladens periferihastighet samt bladens utformning. Bladens periferihastighet är i sin tur en funktion av bladens längd och deras rotationshastighet.
Det finns en rad "hybridhelikoptrar" som uppnår hastigheter överstigande 400 km/h. Gemensamt för dessa är att alla är demonstratorer (inte serieproducerade) som förutom ett ordinarie rotorsystem även har en skjutande alternativt dragande propeller samt oftast även stubvingar på flygkroppen. Exempel på hybridhelikoptrar (eng. compund helicopter) är: Eurocopter X3 samt Sikorsky X2.
Det officiella hastighetsrekordet med en konventionell helikopter sattes den 11 augusti 1986 med en modifierad Westland Lynx (specialblad) då man uppnådde 401 km/h.  Den högsta inofficiella hastighetsrekordet sattes av en Sikorsky X2 som den 15 september 2010 uppnådde 460 km/h.
Lyftkapacitet. En helikopter kan inte lyfta lika mycket last som ett i storlek och vikt motsvarande flygplan. Detta på grund av att en flygplansvinge är bättre på att generera lyftkraft än en helikopters rotorblad och lyftkraft är lika med hur mycket last man kan ta. Den helikopter i världen som har störst lyftkapacitet är den ryska Mil Mi-26, som kan lyfta 20 ton.

### Fördelar
En helikopter har några avgörande fördelar jämfört med ett flygplan: dess unika förmåga att kunna starta/landa vertikalt, hovra samt flyga långsamt.

## Användningsområden och typer av helikoptrar

### Civilt
Vanliga civila användningsområden är till exempel att transportera sjuka eller skadade till sjukhus (ambulanshelikopter) eller att undsätta människor i nöd till land eller havs (räddningshelikopter). Vidare kan en helikopter användas till att till exempel transportera ut personal till oljeplattformar, att lyfta ut och montera kraftledningsstolpar i svårtillgänglig terräng eller för att släcka skogsbränder (transporthelikopter). Men på grund av att en helikopter är förhållandevis dyr i drift så begränsas det civila användningsområdena något till att omfatta uppgifter som faller inom ramen för statens/samhällets ansvarsområden eller då näringslivet kan göra en kostnadsbesparing på att använda helikoptern istället för något annat transportmedel.

### Militärt
Man kan dela in militära helikoptrar i kategorier efter deras (huvudsakliga) användningsområde:

(Amerikanska försvarsmakten betecknar sin luftfartyg utifrån vilken användningsområde de har, se USA:s beteckningssystem för militära flygsystem)
Transporthelikopter är en helikopter främst används till att transportera personal eller materiel och delas in i klasserna lätt, medeltung samt tung beroende på hur mycket de väger/klarar av att lyfta. I denna kategorin återfinns sjukvårdshelikoptrarna som transporterar skadade, s.k. Casevac respektive Medevac. Den amerikanska försvarsmakten delar in sina transporthelikoptrar i två kategorier (beroende på dess vikt/lyftkapacitet); de lätt alternativt medeltung benämns Utility Helicopters (UH, till exempel UH-60) samt de tunga benämns Cargo Helicopters (CH, till exempel CH-47).
Exempel på transporthelikoptrar är den europeiska NHIndustries NH90 (används i Sverige under beteckningen Hkp 14) samt amerikanska Sikorsky UH-60 (används i Sverige under beteckningen Hkp 16).

Attackhelikopter är en helikopter som är konstruerad för att bära vapen, vilket påverkar vilken beväpning samt skydd den har. En attackhelikoptern är ofta utrustad med automatkanon, raketkapslar samt pansarvärnsrobotar. Vidare har de oftast även någon form av ballistikt skydd samt varnings- och motverkanssystem (VMS) bestående av laser-/radar-/robotskottsvarnare samt fackel-/remsfällare.
Exempel på attackhelikoptrar är den amerikanska Boeing AH-64, ryska Mil Mi-28, europeiska Eurocopter EC665 Tiger samt sydafrikanska Denel AH-2 Rooivalk. Den svenska försvarsmakten har aldrig haft attackhelikoptrar, dock har provförsök och studier genomförts under nittiotalet med AH-64 samt Mi-28.
Understödshelikopter är en helikopter som ursprungligen inte är konstruerad att bära vapen (oftast en transporthelikopter) som sedan har utrustats med ett vapensystem (främst pansarvärnsrobotar). Vapensystemet är enkelt att montera bort och därigenom återställa helikoptern till en transporthelikopter. Denna typ av helikopter uppträder oftast inte självständigt, utan i stödjer markförband med eldunderstöd.
Exempel på understödshelikoptrar är den amerikanska Bell UH-1, brittiska Westland Lynx samt tyska Bölkow Bo 105 (användes i Sverige under beteckningen Hkp 9).
Ubåtsjakthelikopter är en helikopter vars huvudsyfte är att lokalisera och anfalla ubåtar, andra uppgifter kan vara ytspaning samt ytstrid. För att lokalisera ubåtar används olika former av sensorer, främst sonar (aktiv ubåtsjakt) samt hydrofonboj (passiv ubåtsjakt). För vapeninsats mot den upptäckta ubåten används sedan ubåtsjakttorped eller sjunkbomb. Vid ytspaning är den huvudsakliga sensorn radar för att upptäcka ytfartyg, uppgiften kan sedan övergå till ytstrid där vapensystemet då är sjömålsrobot för att sänka ytfartyget. Ubåtsjakthelikoptrar är oftast ombyggda transporthelikoptrar där lastrummet används till sensor- och vapenoperatörerna och deras utrustning.
Exempel på ubåtsjakthelikoptrar är den amerikanska Boeing Vertol 107 (användes i Sverige under beteckningen Hkp 4) samt ryska Mil Mi-14.

## Flygmaskiner som liknar helikoptrar
Det finns några flygmaskiner som kan uppfattas vara en helikopter, men som egentligen inte är det. Alternativt är det mer en hybrid mellan flygplan/helikopter:
Autogiron ser ut som en helikopter men fungerar mer som ett flygplan då "huvudrotorn" inte är motordriven utan fungerar enbart som ett flygplans vingar. Man kan säga att en autogiro autoroterar hela tiden men hålls flygande av en framåtdrivande propeller.
Tiltrotorflygplan ser mer ut som ett propellerdrivet flygplan och flyger under planflykt såsom ett sådant, men kan starta och landa vertikalt enligt samma aerodynamiska princip som en helikopter genom att man vrider motorgondolerna så att propellrarna får samma funktion som huvudrotorer.